# Дебнево
Дебнево е село в Северна България. То се намира в община Троян, област Ловеч.

## География
През селото преминава река Видима. Разстояние до София – 128 км. Надморска височина 200 – 559 м. Население 831 души.

## Население
Численост и дял на етническите групи според преброяването на населението през 2011 г.:
|                     | Численост | Дял (в %) |
| Общо                | 726       | 100,00    |
| Българи             | 532       | 73,27     |
| Турци               | 45        | 6,19      |
| Цигани              | 0         | 0,00      |
| Други               | 0         | 0,00      |
| Не се самоопределят | 0         | 0,00      |
| Неотговорили        | 142       | 19,55     |

## Културни и природни забележителности
В селото има детска градина, основно училище „Любен Каравелов“, читалище „Просвета“, културно-историческо дружество, ловно-рибарско дружество, пенсионерски клуб.
В село Дебнево се намира красивият храм „Св. Петка“, в двора на който е издигнат паметник на загиналите по време на Войните за национално обедининение герои от селото, както и този на Марин Найденов Йовчев.
В селото има музей, съхраняващ част от откритите при разкопките на крепостта находки (масов материал), както и множество експонати събрани от баща и син Пейо и Марин Дулеви.

## Редовни събития
Съборът на селото е през последната неделя на октомври (Света Параскева)
Лъка е подходящ и за писта за делтапланери и свръх-леки самолети. През летния сезон е пълно с лагеруващи.

## Личности
- Мустафа Герджикоглу
- Марин Найденов Йовчев (Йовчоолу)
- Ралчо Пенчев Кючуков — съратник на Марин Йовчев
- Петър Калчов Консулов
- Пенко Михов Гълъбов — син на мухтарина на с. Млечево Михо Минков Гълъбов, учител, участник в Новоселското въстание;
- Дочо Михов Гълъбов
- Илия Минков Гълъбов (Голубарев)
- Стоян Христов Даскалов — първият учител със специално образование, създател на първата библиотека в селото
- Калчо Петров Консулов — учредител на Земеделската дружба в селото.
- Стоян Матев Бояджиев
- Марин Пенчев Грашнов — партизанин, политкомисар на ІІІ Троанска чета. Министър на Строителството.
- Николай Василев Петев — поет, писател, културен деец, директор на издателство „Народна младеж“, гл. серкетар на Съюза на българските писатели.
- проф. Христо Николов Василев — преподавател в ТУ-София.
- Пейо Дулев Пеев-Пейдулини, писател, историк, археолог и енциклопедист
- Димо Стефанов Берчев – Гвардеец. Избиран пет пъти за гвардеец на годината!

## Галерия
- Въздушна снимка на селото от делтапланер на 450 м над земята
- Въздушна снимка на селото от делтапланер на 450 м над земята
- Църквата в село Дебнево
- Каменният мост над река Видима, село Дебнево
- Бентът на река Видима, село Дебнево
- Училището, село Дебнево
- Читалището, село Дебнево